# Dyr
Dyr er en stor gruppe af flercellede organismer, der samles i riget Animalia (Metazoa + Parazoa). De fleste dyr er i stand til at bevæge sig selv (dog ikke i Parazoa), og alle dyr er heterotrofe, hvilket vil sige at de skal indtage andre organismer for at leve. Til forskel fra andre flercellede organismer som svampe og planter, har dyrenes celler ingen cellevægge, men kun cellemembraner.
De fleste kendte dyrerækker dukkede op som marine arter under den kambriske eksplosion for omkring 542 millioner år siden. Dyrene menes at have udviklet sig i prækambrium fra flagellater, en gruppe inden for protisterne. Jordens første og ældste dyr menes at være ribbegoplerne.
Dyr kan groft inddeles i hvirveldyr og hvirvelløse dyr. Hvirveldyr har en rygsøjle og de udgør mindre end fem procent af verdens beskrevne dyrearter. Det er fisk, padder, krybdyr, fugle og pattedyr. De øvrige dyr er hvirvelløse dyr, der mangler rygsøjle. Det er blandt andet bløddyr (f.eks. muslinger, blæksprutter eller snegle), leddyr (f.eks. tusindben, insekter, edderkopper, skorpioner eller krebsdyr), ledorme, rundorme, fladorme, polypdyr (f.eks. brandmand, søanemoner eller koraller), ribbegopler og havsvampe. Studiet af dyr kaldes zoologi.

## Hvilke organismer er dyr?
Frem til slutningen af 1900-tallet regnede man også encellede organismer uden klorofyl (protozoer) med under dyreriget. Eftersom metoderne har forbedret sig, blev det klart, at skillelinjen mellem encellede dyr og planter delvis går tværs gennem nært beslægtede grupper. I dag tilhører de encellede eukaryoter deres eget rige, Protista, og dyreriget består af de flercellede dyr.
Der er gjort flere forsøg på at beregne eller anslå det samlede antal af dyrearter på Jorden. Et antal, som ofte er nævnt, er mellem 30 og 50 millioner arter. Tallet er baseret på Terry L. Erwins studier fra 1988 og 1997, hvor han blandt andet tog udgangspunkt i antallet af insekter i et afgrænset tropisk område. I 2011 anslog en gruppe forskere imidlertid antallet af dyrearter til cirka 7,8 millioner arter. Af disse er kun cirka 1,2 millioner beskrevet videnskabeligt og katalogiseret i en central database. Forskerne regner med, at cirka 86 % af alle landlevende dyr og 91 % af arterne i havet fortsat mangler en videnskabelig beskrivelse.
Dyr kan også betragtes som en livsform uden nogen taksonomisk mening: en organisme, som spiser andre organismer, og som har indre fordøjelse – eller kort: heterotrofe organismer med indre fordøjelse. Dermed kan det give mening at tale om dyrelignende protister, dvs. encellede, heterotrofe organismer, som sluger maden før fordøjelse (f.eks. nogle amøber og sporozoer). Således kan "svamp" og "plante" også bruges om hhv. heterotrofe organismer med ydre fordøjelse og fotoautotrofe organismer.

## Gruppering
Både ved hjælp af traditionelle morfologiske metoder og fylogenetiske analyser kan man se et stort evolutionært skift fra de "ikke-bilaterale" dyr (uden bilateral symmetri af kroppen, Porifera, Ctenophora, Cnidaria og Placozoa) til de "bilaterale" dyr. De sidstnævnte er bl.a. inddelt i de to store grupper Deuterostomia og Protostomia. Slægtsskabet mellem de ikke-bilaterale dyr er stadig omdiskuteret, men alle bilaterale dyr menes at udgøre en monofyletisk gruppe. 
Dyrerækkerne grupperet i blandt andet overrækker og underriger:
- Underrige Parazoa
  - Porifera (havsvampe)
  - Placozoa
- Underrige Eumetazoa
  - Radiata (urangeret)
    - Cnidaria (polypdyr)
    - Ctenophora (ribbegopler)
    - Trilobozoa †

  - Bilateria (urangeret)
    - Proarticulata †
    - Xenacoelomorpha
    - Mesozoa (urangeret)
      - Monoblastozoa

    - Nephrozoa (urangeret)
      - Overrække Deuterostomia
        - Chordata (rygstrengsdyr)
        - Echinodermata (pighuder)
        - Hemichordata
        - Vetulicolia †

      - Protostomia (urangeret)
        - Chaetognatha (pilorme, incertae sedis)[7]
        - Orthonectida
        - Overrække Ecdysozoa
          - Arthropoda (leddyr)
          - Kinorhyncha (mudderdrage)
          - Loricifera (korsetdyr)
          - Nematoda (rundorme)
          - Nematomorpha (hårorme)
          - Onychophora (fløjlsdyr)
          - Priapulida (pølseorme)
          - Tardigrada (bjørnedyr)

        - Overrække Platyzoa
          - Acanthocephala (kradsere)
          - Cycliophora (ringbærere)
          - Gastrotricha (bugbørsteorme)
          - Gnathostomulida (kæbemunde)
          - Micrognathozoa
          - Platyhelminthes (fladorme)
          - Rotifera (hjuldyr)

        - Overrække Lophotrochozoa
          - Annelida (ledorme)
          - Brachiopoda (armfødder)
          - Bryozoa (mosdyr)
          - Dicyemida
          - Entoprocta
          - Hyolitha †
          - Mollusca (bløddyr)
          - Nemertea (slimbændler)
          - Phoronida
          - Sipuncula (stjerneorme)